# If You Love
If You Love (Ya Çok Seversen) è un serial televisivo turco composto da 13 puntate, trasmesso su Kanal D dal 6 luglio al 30 settembre 2023.
In Italia la serie è stata pubblicata in esclusiva sul servizio di streaming Mediaset Infinity dal 3 giugno al 26 luglio 2024 e in seguito trasmessa in chiaro su Canale 5 dal 4 agosto 2025.

## Trama
Ateş Arcalı è un uomo che ha trascorso la sua vita in modo indipendente all'estero, senza fidarsi di nessuno, il quale è stato mandato in collegio in giovane età in seguito alla morte di sua madre e successivamente non fece più ritorno a casa della sua famiglia. D'altra parte, Leyla Kökdal è una giovane ragazza che non ha mai conosciuto la sua vera famiglia e si guadagna da vivere ingannando le persone per denaro.

## Puntate
| Stagione       | Puntate | Puntate | Prima TV Turchia | Pubblicazione Italia |
| Stagione       | Turchia | Italia  | Prima TV Turchia | Pubblicazione Italia |
| -------------- | ------- | ------- | ---------------- | -------------------- |
| Prima stagione | 13      | 40      | 2023             | 2024                 |

## Personaggi e interpreti

### Personaggi principali
- Ateş Arcalı (episodi 1-13), interpretato da Kerem Bürsin, doppiato da Gabriele Vender. È il secondo figlio della famiglia Arcalı e fratello di Umut. Non è mai tornato nella casa di famiglia che aveva lasciato quando era bambino e ha rifiutato tutto dalla famiglia. Ha vissuto in modo indipendente in diverse parti del mondo. Conosce Leyla nell'hotel di cui ne è proprietario, dopo che lei stava scappando dal suo finto marito Hasan. Dopo che Leyla ha iniziato a lavorare come tata presso la villa della sua famiglia, i due si innamorano per poi sposarsi in modo da ottenere la tutela dei suoi fratelli Ilgaz, Aydos e Berit.
- Leyla Kökdal (episodi 1-13), interpretata da Hafsanur Sancaktutan, doppiata da Sara Labidi. È una ragazza che non ha mai conosciuto la sua vera famiglia e il suo desiderio più grande è ritrovarli un giorno. Per ritrovare la sua famiglia progetta una frode matrimoniale con una banda di truffatori insieme a Yakup, Onur, Meryem e Barış, che si spacciano per la sua famiglia. Conosce Ateş nell'hotel di cui lui ne è proprietario, dopo che lei stava scappando dal suo finto marito Hasan. Dopo esso ha iniziato a lavorare come tata presso la villa della famiglia Arcalı e dopo essersi avvicinata ad Ateş i due si innamorano per poi sposarsi in modo da ottenere la tutela di Ilgaz, Aydos e Berit.
- Füsun Arcalı (episodi 1-13), interpretata da Hatice Aslan, doppiata da Daniela Abbruzzese. È la zia della famiglia Arcalı e designer, ossessionata all'affidamento di Ilgaz, Aydos e Berit.
- İlter Evcili (episodi 1-13), interpretato da Şerif Erol, doppiato da Emilio Mauro Barchiesi. È un uomo che lavora fin dalla giovinezza come maggiordomo presso la villa della famiglia Arcalı.
- Bige (episodi 2-13), interpretata da Cemre Ebüzziya, doppiata da Veronica Puccio. È la figlia frivola, coraggiosa e intellettuale di una famiglia ricca. È un'amica d'infanzia di Umut e Ateş, innamorata di quest'ultimo dal momento in cui l'ha visto per la prima volta.
- Yakup Civelek (episodi 1-13), interpretato da Nazmi Kırık, doppiato da Stefano Thermes. È il fondatore della banda di truffatori di cui fanno parte Leyla, Onur, Meryem e Barış. Quando è al lavoro, di solito finge di essere il padre di Leyla.
- Umut Arcalı (episodi 1-13), interpretato da Aziz Caner İnan, doppiato da Francesco Fabbri. È il figlio maggiore della famiglia Arcali e fratello di Ateş. È laborioso, ambizioso e carismatico. Ha passato la vita cercando di assomigliare a suo padre per poterlo sostituire. Viene sostenuto da sua zia Füsun per la tutela dei suoi fratelli Ilgaz, Aydos e Berit.
- Meryem Yunus (episodi 1-13), interpretata da Mine Kılıç, doppiata da Giulia Santilli. È un membro della banda di truffatori, insieme a Yakup, Leyla, Onur e Barış. Di solito finge di essere la sorella maggiore di Leyla. Nella vita reale, si avvicina a quest'ultima con lo stesso sentimento, lei diventa una sua amica. Dopo aver iniziato a lavorare presso la villa della famiglia Arcalı, conosce di Mert, con il quale si innamora per poi sposarsi.
- Onur Yılmaz (episodi 1-9), interpretato da Oğulcan Arman Uslu, doppiato da Gianluca Cortese. È un membro della banda di truffatori, insieme a Yakup, Leyla, Meryem e Barış. Nella banda finge di essere il fratello maggiore. Viene arrestato dopo essere stato denunciato da Yakup, dopo averlo tradito.
- Barış (episodi 1-13), interpretato da Durukan Çelikkaya, doppiato da Andrea Di Maggio. È un membro della banda di truffatori, insieme a Yakup, Leyla, Onur e Meryem. Nella banda finge di essere il fratello minore ed è appassionato alla velocità, il quale guida molto bene. Dopo aver iniziato a lavorare come autista presso la villa della famiglia Arcalı, conosce Ilgaz, con la quale si innamora.
- Mert (episodi 1-13), interpretato da Özgün Akaçça, doppiato da David Vivanti. È un giardiniere che lavora presso la villa della famiglia Arcalı. Dopo aver conosciuto Meryem, si innamora di lei per poi sposarsi.
- Ilgaz Arcalı (episodi 1-13), interpretata da Lara Aslan, doppiata da Chiara Fabiano. È figlia della famiglia Arcalı e sorella maggiore di Aydos e Berit. Non ha ancora superato la morte dei suoi genitori. Dopo aver conosciuto Barış, il quale lavora come autista per la sua famiglia, si innamora di lui.
- Aydos Arcalı (episodi 1-13), interpretato da Adin Külçe, doppiato da Francesco Raffaeli. È il figlio della famiglia Arcalı e secondo fratello di Ilgaz e Berit. Agisce in modo iperprotettivo, pensando che perderà i suoi fratelli dopo aver perso i suoi genitori.
- Berit Arcalı (episodi 1-13), interpretata da Arven Ece Yavuz, doppiata da Sveva Lucentini. È la figlia della famiglia Arcalı e terza ed ultima sorella di Ilgaz e Aydos. Dopo la morte dei suoi genitori, è rimasta in silenzio per molto tempo per il forte trauma. Inizia nuovamente a parlare dopo l'arrivo di Leyla alla villa Arcalı, che si affeziona a lei e fa di tutto per farla stare insieme al suo fratellastro Ateş.

### Personaggi secondari
- Jülide Arcalı (episodi 1-2), interpretata da Ozden Salman. È la matriarca della famiglia Arcalı.
- Sultan (episodi 1-3, 5), interpretata da Asli Omag.
- Hasan (episodi 1-5), interpretato da Alper Baytekin. È una il finto marito di Leyla, vittima della banda di truffatori di cui fa parte quest'ultima.
- Nergis (episodi 1-5, 7-8, 12-13), interpretata da Melis Kızılaslan.
- Eren (episodio 5), interpretato da Levent Mese.
- Hanzade (episodi 5-10), interpretata da Pervin Bağdat.
- Seyma (episodi 5, 12), interpretata da Eva Dedova.
- Firuze "Zeynep" (episodi 9-13), interpretata da Esra Kızıldoğan. È la madre di Leyla, che non ha mai conosciuto.
- Haldun (episodi 11-12), interpretato da Çetin Özkan.
- Gönül (episodio 13), interpretata da Derya Aldemir.

## Produzione
La serie è diretta da Ali Bilgin, Beste Sultan Kasapoğulları e Ali Balcı, scritta da Kübra Sülün e prodotta da Ay Yapım.

### Riprese
Le riprese sono state effettuate a Muğla e in particolare diverse scene sono state girate a Istanbul.

## Promozione
L'esordio della serie, previsto per il 6 luglio 2023, è stato annunciato il 15 giugno tramite i profili social della serie e dallo stesso periodo sono stati distribuiti i primi promo da Kanal D e dal 19 giugno è stato rilasciato il poster.

## Riconoscimenti
- Ayakli Gazete TV Stars Awards
  - 2023: Premio come Miglior serie televisiva di commedia romantica per If You Love (Ya Çok Seversen)
  - 2023: Premio come Miglior attore in una serie comica romantica a Kerem Bürsin
  - 2023: Premio come Miglior attrice in una serie comica romantica ad Hafsanur Sancaktutan

- Pantene Golden Butterfly Awards
  - 2023: Premio come Miglior serie televisiva di commedia romantica per If You Love (Ya Çok Seversen)
  - 2023: Premio come Miglior attore in una serie comica romantica a Kerem Bürsin
  - 2023: Premio come Miglior attrice in una serie comica romantica ad Hafsanur Sancaktutan
  - 2023: Candidatura come Miglior attore bambino ad Adin Külçe
  - 2023: Candidatura come Miglior attrice bambina ad Arven Ece Yavuz

- Premio giornalistico permanente per le star della TV
  - 2024: Premio come Miglior attrice femminile in una commedia romantica ad Hafsanur Sancaktutan